# Jole Veneziani

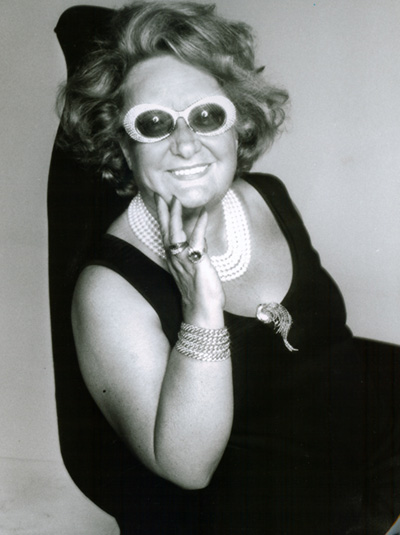
Jole Veneziani (1960er Jahre)

Jole (Jolanda Anna Maria) Veneziani (* 11. Juli 1901 in Leporano; † 10. Januar 1989 in Mailand) war eine italienische Modedesignerin. Sie spielte in den 1950er und 1960er Jahren eine bedeutende Rolle bei der Etablierung der italienischen Modeindustrie und gilt als eine der Pionierinnen des „Made in Italy“.
Ihre persönliche und berufliche Geschichte gilt in Italien als „ein Beispiel für den Beitrag weiblicher Unternehmerinnen zur Entstehung, zum Erfolg und zur Konsolidierung der italienischen Mode in dieser Zeit: die Etablierung einer Nischenproduktion für einen städtischen Markt, das Debüt auf internationalen Märkten, die Diversifizierung der Produktion und die Allianz mit der Textil- und Bekleidungsindustrie“.

## Biographie
Jolanda Veneziani wurde 1901 in Leporano, Tarent geboren, als Kind zog ihre Familie mit ihr nach Mailand. Sie wuchs in einem Künstlerhaushalt auf, ihr Vater war Schriftsteller, ihr Bruder Drehbuchautor, und ihre Mutter begeisterte sich für klassische Musik. Trotz dieser kreativen Einflüsse studierte Jolanda zunächst Buchhaltung und arbeitete anschließend in der Verwaltung einer französischen Leder- und Pelzfirma. Dort entdeckte sie ihr Interesse für Mode, was sie schließlich dazu veranlasste, 1938 selbst ein Pelzatelier in der Via Nirone zu eröffnen. Sie eignete sich das Kürschnerhandwerk an und wurde zu einer Expertin für die Rohstoffe, das Produkt und seine Verarbeitungstechniken. Die Innovationen, die sie in diesen Jahren einführte, erregten die Aufmerksamkeit der Branche und erwiesen sich als wesentlich für spätere Trends der Pelzverarbeitung.

### Die Gründung des Modehauses Veneziani
Auf dem Höhepunkt des Zweiten Weltkriegs eröffnete Veneziani 1943 trotz schwieriger Umstände in dem immer noch bombardierten und zerstörten Mailand in der Via Monte Napoleone ein elegantes Modeatelier. Ursprünglich auf Pelze spezialisiert, erweiterte sie ihr Sortiment bald auf textile Mode. Ihr Geschäft befand sich in einem prachtvollen Saal aus dem 18. Jahrhundert, der mit vergoldeten und bemalten Paneelen geschmückt war. Große Spiegel und schwere Vorhänge schützten die Privatsphäre ihrer Kunden.
Mit der Zeit entwickelte sich die Via Monte Napoleone zu einer der wichtigsten Modeadressen der Welt, und Venezianis Boutique befand sich in direkter Nachbarschaft zu anderen renommierten Marken.

### Internationaler Erfolg
Im Dezember 1951 eröffnete Jole Veneziani in Mailand eine Filiale ihres Ateliers, die Boutique Veneziani Sport, die sich auf innovative Sportmode spezialisierte. Ihre Kollektion zeichnete sich durch unkonventionelle Farbkombinationen wie Grün und Lila, speziell gefärbte Stoffe sowie wasserabweisende Seiden- und Baumwollmaterialien aus. Der Erfolg ihrer Sportmode bei amerikanischen Käufern führte dazu, dass sie von einem der elegantesten Kaufhäuser auf der Fifth Avenue eingeladen wurde, ihre Kollektion in New York zu repräsentieren. Einen weiteren Anschub brachte ein Bericht im Fachmagazin Women's Wear Daily mit der Überschrift mit dem Titel „Metallic Sweaters to Raincoats in New Boutique at Veneziani Sport“. Das Geschäft, so hieß es, sei günstig in der Nähe des Veneziani Couture House gelegen, so dass die beiden „Zweige der Tätigkeit von Frau Jole Veneziani differenzierter sein werden als in der Vergangenheit […] Die Boutique zeigt und verkauft Hosen, Regenmäntel, Röcke, Pullover und Accessoires, die zu Einzelteilen und Sportbekleidung getragen werden können“. Weitere Diversifikationen ihres Sortiments waren die Kollektion Jole Veneziani, die sich an junge Leute richtete, Veneziani Arven und Veneziani Universal, dazu Accessoires und ein Parfüm.
Im Jahr 1951 nahm sie an der viel beachteten Modenschau in der Villa Torrigiani in Florenz teil, die als Geburtsstunde der modernen italienischen Mode gilt. Im selben Jahr erschien sie mit ihrer Kollektion auf der Titelseite des Life-Magazins. Im Jahr 1952 beteiligte sie sich zusammen mit Designern wie Vincenzo Ferdinandi, Roberto Capucci, Sartoria Antonelli, dem Atelier Carosa, Giovannelli-Sciarra, Polinober, Germana Marucelli, Sartoria Vanna und sechzehn Sportbekleidungsunternehmen und Boutiquen an der ersten historischen Show im Sala Bianca des Palazzo Pitti in Florenz. Die damals noch junge, später sehr engagierte Journalistin Oriana Fallaci berichtete darüber für die Wochenzeitung Epoca.
Zu ihren Kundinnen zählten prominente Kundinnen wie Marlene Dietrich und Maria Callas. Neben ihrer Tätigkeit als Modedesignerin arbeitete Veneziani 1956 als Kostümbildnerin für den Film „Serenata al vento“, im selben Jahr beriet sie den Autohersteller Alfa Romeo bei der Gestaltung neuer Karosseriefarben und Innenraumdesign.
Zu Beginn der 1960er Jahre zeigte es sich, dass die Haute Couture zunehmend mit Schwierigkeiten zu kämpfen hatte. Jole Veneziani versuchte ihren eigenen Beitrag zur Erneuerung der Mailänder Haute Couture zu leisten, „indem sie Kleider präsentierte, die die Gegenüberstellung kontrastierender Elemente vorschlugen, wie das Abendkleid aus grob gewebtem Tweed mit Schleppe aus dem Jahr 1962“.
Für die anglo-italienische Firma Eurofur schuf Jolé Veneziani unter ihrem Namen eine Pelzkollektion. Im Jahr 1971 wurden die Modelle anlässlich der Frankfurter Pelzmesse in ihrem Beisein im Hotel Frankfurter Hof der Pelzbranche vorgestellt. Eine Kollektion,  die laut der Fachpresse nur in Superlativen zu beschreiben war: „Anfänglich Verkaufsschau, sich steigernd zur absoluten Spitze durch die Veneziani by Eurofur Kollektion. Für viele Besucher eine Vorführung, wie sie bisher noch nicht gesehen wurde. […] Bei der Pelzverarbeitung eine Welt für sich – „einmalig“ war das meistgebrauchte Wort der Besucher“.
Im Jahr 1983 ist Jole Veneziani im Fachverzeichnis der Pelzbranche noch in Mailand auf der Via Monte Napoleone 8 eingetragen. Im Jahr 1985 zog sie sich offiziell aus der Modeszene zurück.

## Nachwirken
Nach Auszeichnungen und Anerkennungen in Italien und im Ausland vertraute Jole Veneziani 1984 ihre Fotosammlung, Skizzen und Produkte dem venezianischen Unternehmer Federico Bano an, dessen Stiftung noch heute das Archiv (mit 127 Kleidern und über 15 verschiedenen Arten von Accessoires) im Palazzo Zabarella in Padua verwaltet. Eine Gedenkausstellung ihrer bekanntesten Arbeiten wurde im Oktober–November 2013 in der Villa Necchi Campiglio in Mailand ausgerichtet. In den modernen Räumen des Westin Palace Milan hängen gerahmte Skizzen von Jole Veneziani.
Dem Trend der Zeit folgend beschäftigte sich Veneziani auch mit Männerpelzen. Im Buch „Der Mann im Pelzmantel“ von Anna Muncchi ist Jole Veneziani mit einem Foto eines Herren im Seehundmantel mit Nutriakragen vertreten. Für ihre spätere Kollektion hatte sie eine eher diskrete, erlesene und gemäßigte Herren-Pelzgarderobe entworfen.
In ihrem Roman „Der Verleger“ von 2022, der ganz offensichtlich vom Verleger Giangiacomo Feltrinelli handelt, schrieb Nanni Balestrini: „[…] die Modezeitschrift Vogue widmete sich ihm und brachte ein Bild von ihm im Pelz. Nachdem er den Dr. Schiwago herausgebracht hat macht der Pop-Verleger nun Reklame für Schiwago-Pelze, links in einem braunen Ottermantel von Jole Veneziani rechts in einem dunkelbraunen Persianer von Fendi mit Husarenmütze […]“